# Naturschutzgebiet Vordere Winterseite

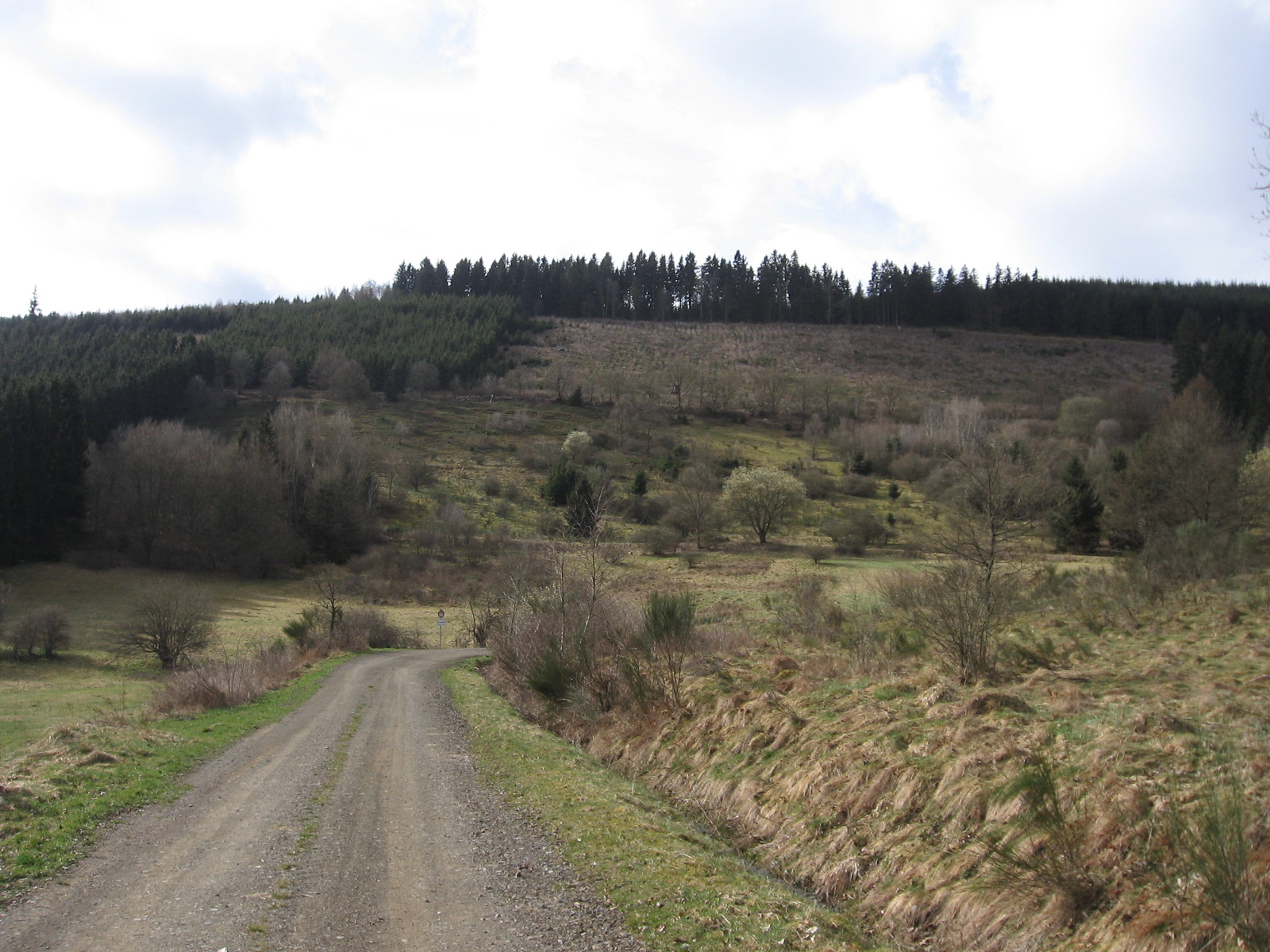
Naturschutzgebiet Vordere Winterseite

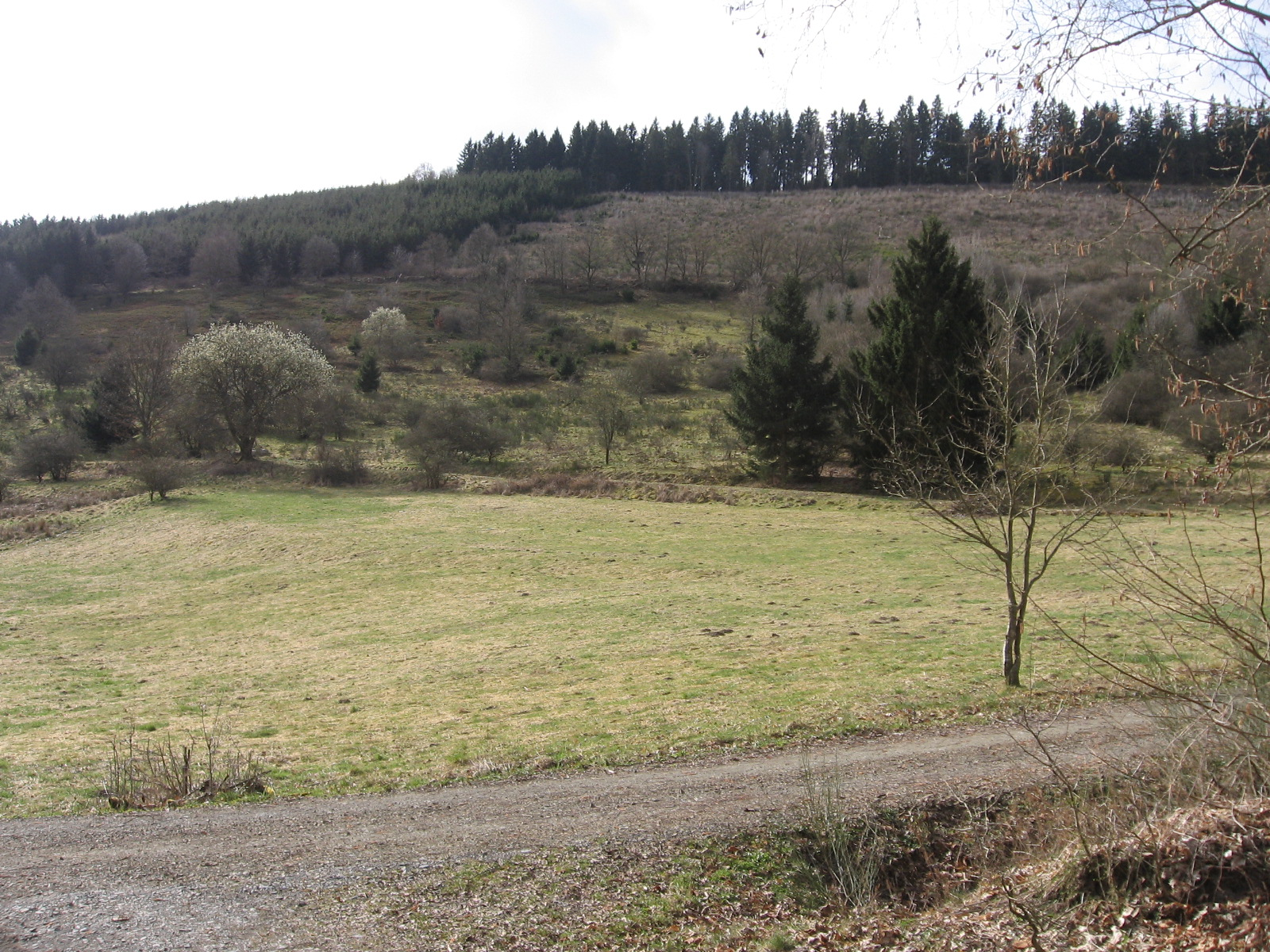
Naturschutzgebiet Vordere Winterseite

Das Naturschutzgebiet Vordere Winterseite mit einer Größe von 7,7 ha liegt westlich von Hallenberg. Es wurde am 15. September 2004 mit dem Landschaftsplan Hallenberg durch den Hochsauerlandkreis als Naturschutzgebiet (NSG) ausgewiesen.

## Gebietsbeschreibung
Das NSG besteht aus Grünlandbrachen und Heide. Das NSG ist teilweise sehr von Gebüschen zugewachsen. Auch viele durch Samenflug entstandene Fichten befinden sich im NSG.

## Pflanzenarten im NSG
Vom Landesamt für Natur, Umwelt und Verbraucherschutz Nordrhein-Westfalen dokumentierte Pflanzenarten im Gebiet: Acker-Schachtelhalm, Acker-Witwenblume, Besenginster, Besenheide, Blutwurz, Dornige Hauhechel, Echter Wurmfarn, Echtes Mädesüß, Frauenfarn, Geflecktes Knabenkraut, Gras-Sternmiere, Harzer Labkraut, Heidelbeere, Kuckucks-Lichtnelke, Rundblättrige Glockenblume, Sumpf-Dotterblume und Sumpf-Vergissmeinnicht. 
Vom Landesamt dokumentierte Tierarten: Grasfrosch, Neuntöter und Tannenhäher.

## Schutzzweck
Das NSG soll das Grünland und die Heide mit ihrem Arteninventar schützen. Zur Erhaltung und Entwicklung von Lebensgemeinschaften und Lebensstätten wildlebender, teils gefährdeter Arten, von Tier- und Pflanzenarten beizutragen. Wie bei allen Naturschutzgebieten in Deutschland wurde in der Schutzausweisung darauf hingewiesen, dass das Gebiet „wegen der Seltenheit, besonderen Eigenart und Schönheit des Gebietes“ als Naturschutzgebiet ausgewiesen wurde. Laut der NSG-Ausweisung wurde das Gebiet auch ausgewiesen, um zur Sicherung des ökologischen Netzes Natura 2000 der Europäischen Union im Sinne der Fauna-Flora-Habitat-Richtlinie beizutragen.